# Hoher Dachstein
Hoher Dachstein és una muntanya austríaca fortament carstica, i la segona muntanya més alta dels Alps del Nord de pedra calcària. Està situat a la frontera de l'Alta Àustria i Estíria al centre d'Àustria, i és el punt més alt de cadascun d'aquests estats. Està inscrit a la llista del Patrimoni de la Humanitat de la UNESCO des del 1997.